# Христо Майсторов
Христо Тодоров Майсторов е български революционер, деец на Вътрешната македоно-одринска революционна организация.

## Биография
Христо Майсторов е роден в град Велес, тогава в Османската империя. Влиза във ВМОРО и заедно с Алексо Хаджихристов и Христо Николов влиза във велешкия революционен комитет и се опитва да спре настъплението на сръбската пропаганда. Тримата причакват в местността Преволец, Велешко, сръбския активист Димко Пендов от Ораовец и го раняват. При избухването на Балканската война в 1912 година е доброволец в Македоно-одринското опълчение в четата на Тодор Александров.
В 1941 година е избран във велешката контролна комисия на Илинденската организация.
При появата на комунистическите партизани е между инициаторите за създаване на Велешката контрачета.
Екзекутиран е при Велешкото клане.